# デニス・ブレイン
デニス・ブレイン（Dennis Brain, 1921年5月17日 - 1957年9月1日）は、イギリスのホルン奏者である。死後の今日に至るも、世界中で最も卓越したホルン奏者のひとりとして知られる。

## 略歴
三代にわたってホルンの名手を産んだホルン一家の5人目の奏者。祖父、二人の伯（叔）もホルン奏者で、父オーブリー・ブレインは、BBC交響楽団の首席ホルン奏者としてロンドンの音楽界では著名な人物。SP時代の録音でホルンの活躍する曲はほとんどオーブリーによるほどである。
デニスはセントポールスクールと王立音楽院でホルンを学び、後者では教授をしていた父に師事し、ホルンとオルガンを修めた。デニスは父の相方の第2奏者として活動を始めた。1939年に録音されたモーツァルトのディヴェルティメント第17番の録音では、レナー弦楽四重奏団とブレイン父子の共演を聴くことができる。
デニス・ブレインのソリストとしての最初の活動は、ブリテンの『テノール、ホルンと弦楽器のためのセレナーデ』 (Serenade for Tenor, Horn and Strings) の初演と録音である。この作品はブレインとピーター・ピアーズのために書かれたもので、その中でブレインはホルンの技術と表現の幅を示すことができた。
ブレインは21歳でシドニー・ビーア率いるロンドン・ナショナル交響楽団の首席奏者に指名された。そのときの録音、チャイコフスキーの交響曲第5番やファリャの『三角帽子』、ワーグナー の『ジークフリートのラインへの旅』で、ブレインの際立った音調を聴くことができる。
第二次世界大戦中には英国空軍に徴兵され、イギリス空軍中央軍楽隊の首席ホルン奏者を勤めた。ピアニストのデニス・マシューズと競演したベートーヴェンの『ホルンソナタ』の有名な録音もあり、演奏家としての地位は揺がなかった。
大戦後、ブレインは2つの新しいオーケストラのホルンパートの首席奏者に招聘された。ウォルター・レッグが創立したばかりのフィルハーモニア管弦楽団と、トーマス・ビーチャムが創立したロイヤル・フィルハーモニー管弦楽団である。この兼務が可能だったのは、当時ロンドンの多くのオーケストラが各演奏会で出演可能な演奏者の溜まり場を形成していたからであり、ブレインは双方の演奏会に毎回出演していたわけではなく、それぞれのオーケストラの録音時には出席するという実態であった。しかし、1954年4月には両方への所属が困難となり、ロイヤル・フィルを去った。
1957年9月、エディンバラ音楽祭からの帰路、トライアンフTR2に乗っていたブレインは、ロンドンまであと約33キロというハートフォードシャーのハットフィールドを通過中に運転を誤って樹木に車をぶつけて即死した。ブレインは車が好きで、譜面台には時々車雑誌が載っているほどだった。この音楽祭でのブレインの最終公演の一部はレコードに残されている。最後の演目は、アンコールとして演奏したマラン・マレのル・バスク（ピアノ伴奏はウィルフリッド・パリイ）であった。事故の翌日、ブレインはリヒャルト・シュトラウスのオペラ『カプリッチョ』の録音に参加することになっており、事情を知らない人はサヴァリッシュ指揮で彼の演奏を聞けるものと信じて疑わなかった。プーランクによる『ホルンとピアノのためのエレジー』は、ブレインを追悼して作曲されたものである。
愛用していたアレクサンダー社のホルンは事故で損傷したが、修復されて王立音楽アカデミーに展示されている。

## 録音
独奏者としては、リヒャルト・シュトラウスのホルン協奏曲2曲とモーツァルトのホルン協奏曲4曲、同じくモーツァルトのホルン五重奏曲、ヒンデミットのホルン協奏曲、ブラームスのホルン三重奏などの録音を残した。
オーケストラメンバーとしてのブレインを含めた網羅的ディスコグラフィがブランディス大名誉教授Robert L. Marshallによって作成されており、国際ホルン協会のウェブ上で四訂版が公開されている。